# Wylie-féle transzliteráció
A Wylie-féle transzliteráció a tibeti írás latin betűs átírására szolgál. Kialakításának célja, hogy egyszerű, angol nyelvű irógép-billentyűzeten fellelhető betűkészlet segítségével a tibeti írás reprodukálható legyen. A nevét  Turrell V. Wylie-től kapta, aki  egy cikkében (A Standard System of Tibetan Transcription  (1959).  ismertette a rendszert. Ez lett később a tibeti tanulmányok standard átírási rendszerének az alapja, különösen az Amerikai Egyesült Államokban.
Bármely nem latin betűs átírásánál felmerül az a dilemma, hogy az átírás a  kiejtés szerinti legyen, azaz pontosan reprodukálja a  beszélt nyelv hangjait, vagy az írott  helyesírás szerinti átírást alkalmazzuk-e? Ezek ugyanis a nyelvek többségében eltérnek  egymástól. A tibeti helyesírást a  11. században rögzítették, míg a kiejtése a mai napig fejlődik, hasonlóan az angol vagy francia helyesíráshoz, amelyek a késő középkori kiejtést tükrözik.
Wylie rendszerét megelőző átírások kompromisszumos megoldásokat kínáltak a kiejtés és a normál transzliteráció között, azonban nehézségeik miatt nem terjedtek el. A Wylie átírás célja az volt, hogy pontosan visszaadja az írott tibeti betűket, így azok egységesen használhatók a nemzetközi tibetológia  tudományos publikációi során. Nem célja, hogy segítse a tibeti szavak helyes kiejtését.

## Mássalhangzók
Wylie-átírás szerint a mássalhangzók:
| Tibeti | Wylie | IPA  | Magyaros | Tibeti | Wylie | IPA  | Magyaros | Tibeti | Wylie | IPA  | Magyaros |
| ཀ      | ka    | [ka̰] | ka       | ག      | ga    | [ɡa̰] | ga       | ང      | nga   | [ŋa̰] | nga      |
| ཅ      | ca    | [ʨa̰] | csa      | ཇ      | ja    | [ʥa̰] | dzsa     | ཉ      | nya   | [ɲa̰] | nya      |
| ཏ      | ta    | [ta̰] | ta       | ད      | da    | [da̰] | da       | ན      | na    | [na̰] | na       |
| པ      | pa    | [pa̰] | pa       | བ      | ba    | [ba̰] | ba       | མ      | ma    | [ma̰] | ma       |
| ཙ      | tsa   | [ʦa̰] | ca       | ཛ      | dza   | [ʣa̰] | dza      | ཝ      | wa    | [wa̰] | va       |
| ཞ      | zha   | [ʑa̰] | zsa      | ཟ      | za    | [za̰] | za       | འ      | 'a    | [ɦa̰] |          |
| ཡ      | ya    | [ja̰] | ja       | ར      | ra    | [ra̰] | ra       | ལ      | la    | [la̰] | la       |
| ཤ      | sha   | [ɕa̰] | sa       | ས      | sa    | [sa̰] | sza      | ཨ      | a     | [ʔá] | -        |

Az ábécé utolsó betűje  (ཨ), nem kerül átírásra, ez ugyanis a tibeti magánhangzók diakritikus (mellékjeles) jelzésének hagyományos leírását segíti. 
A tibeti írásban a  mássalhangzó helyzete a szótagon belül befolyásolja annak jelentését, a megfelelő „eléírt”, „föléírt”, „aláírt”, „mögéírt” mássalhangzók módosítják a kiejtést.
Az összetartozó szótagokat a szövegek kritikai feldolgozásában kötőjelekkel kapcsolják össze, de gyakran a szöveg központozása teljesen megfelel az eredeti tibetinek, azaz nincs kötőjelezés és nem teszünk ki mondatjeleket. A magyarul megjelenő népszerű tibeti buddhista könyvekben szereplő átírások eseteiben helyesebb lenne a kötőjel nélküli változatot használni, mert a kötőjelezés pontos nyelvtudást igényel, amíg a másik csak szimpla másolás. (Az alábbi táblázatban félkövérrel vannak jelölve azok a betűk, amelyek eltérnek a Wylie-féle angol és a magyar fonetikus átírásban.)
| Angol (Wylie) | k | g | ng | c  | j   | ny | t | d | n | p | b | m | ts | dz | zh | z | ’ (a-chung) | y | r | l | sh | s  | a | i | u | e | o |
| Magyar        | k | g | ng | cs | dzs | ny | t | d | n | p | b | m | c  | dz | zs | z | ’ (acshung) | j | r | l | s  | sz | a | i | u | e | o |

A fonetikus átírás során ez a táblázat bizonyos tekintetben egyszerűsödik (a hehezetesek többségének esetében), másokban pedig bonyolódik (a magánhangzók esetében, mivel bejönnek az umlautok és ékezetes magánhangzók).

## Magánhangzók
A négy magánhangzó mellékjeles (diakritikus) jelzésére a szótagon belül a   ཨ) szolgál.
| ཨི i | ཨུ u | ཨེ e | ཨོ o |

Ha a szótag nem rendelkezik mellékjeles  magánhangzó-jelöléssel, az  " a" jelzésére használják. (pl.  ཨ་ = a).

## Kapitalizáció
Néhány korábban használt átírási rendszer az alapbetű jelzésére az ún. kapitalizációt használta, azaz az alapbetűt nagybetűkkel írta. Ez kétségtelenül megkönnyítette a szótárhasználatot, ugyanis a tibeti szótárakban felsorolt szavak  szoros sorrendjét az alapbetű helyzete határozza meg, és nem az első mássalhangzó, ami esetleg egy eléírt betű is lehet. A kapitalizációt azonban sok esetben következetlenül alkalmazták, ráadásul a nyugati, latin betűs írásokban a kapitalizációt szokásosan a szó elején használják (tulajdonnevek jelzésére),   ezért a betű szerinti átírási rendszerekben használatuk zavart keltett. A Wylie nem emeli ki az alapbetűt, nem nyújt segítséget a helyes kiejtéshez, azonban általa a tibeti szó egyértelműen azonosítható. Például a tibeti buddhista szekta, a Kagyü helyesen Bka-brgyud és nem bKa'-brGyud.

## Korlátai
Az eredeti Wylie rendszer nem képes átírni az  összes tibeti-írásjelet, például hiányzik  a nem-tibeti szavakat jellemző karakterkészlet, (szanszkrit és a kínai szavak esetében). Ennek megfelelően a szakirodalomban megegyeznek abban, hogy a Wylie rendszere  hiányos,  további egyezményes jelölésekre van szükség.
A tibeti írásban a mássalhangzó csoportok egy szótagon belül az elé-, mögé-, fölé-, aláírt betűkkel jelölődnek.
A Wylie rendszer ezek  között nem tesz különbséget, pedig a tibeti írásban egyértelműek ezek a jelölések. Egyetlen kivétel van, a gy-, amit lehet írni eléírt g-nek vagy aláírt -y módon. Pl...   གྱང "fal"  wylie:gyang, míg གཡང་ " szakadék,  nagy űr, üresség"  wylie:g.yang.
A Tibetan and Himalayan Library a Virginiai Egyetemen kidolgozott egy szabványt, amely kiterjesztette Wylie átírási rendszert. Ez vegyesen használ kapitalizációt a szótag belsejében  és egyéb latin írásjeleket is, hogy képviselje a hiányzó karaktereket. Számos szoftverrendszer, amelyet átírásra fejlesztettek ki, már ezt a szabványt alkalmazza, hogy  korlátlanul átírhassa a tibeti betűket (beleértve a teljes Unicode tibeti karakterkészlet) a latin billentyűzetre.

## Fordítás
- Ez a szócikk részben vagy egészben  a   Wylie_transliteration című angol Wikipédia-szócikk ezen változatának fordításán alapul.  Az eredeti cikk szerkesztőit annak laptörténete sorolja fel. Ez a jelzés csupán a megfogalmazás eredetét és a szerzői jogokat jelzi, nem szolgál a cikkben szereplő információk forrásmegjelöléseként.